# Zingiber barbatum
Zingiber barbatum är en enhjärtbladig växtart som beskrevs av Nathaniel Wallich. Zingiber barbatum ingår i släktet Zingiber och familjen Zingiberaceae. Inga underarter finns listade i Catalogue of Life.